# Familles d'Orge
Familles d'Orge correspond à deux familles[réf. nécessaire] de Bourgogne distinctes. La première a formé deux branches : une branche ainée éteinte au début du XVIIIe siècle et un rameau cadet qui s'est éteint vers 1500 dans la famille Poinsot, laquelle en a repris le nom et les armes avant de s'éteindre au XVIIe siècle.

## Première famille d'Orge
La première famille d'Orge descendrait de Philippe d'Orge, écuyer, cité en 1288 lorsqu'il vend des deniers de cens dans l'Autunois au duc Robert II de Bourgogne,. Son petit-fils Guiot d'Orge est écuyer de Philippe-le-Hardi. Le frère de Guiot, Guy devient prieur de Grinon. Régnier (Renaud, Regnault) d'Orge, fils de Guiot, est écuyer de la duchesse de Bourgogne et, comme seigneur de Villeberny, y fait construire l'église,. Hugues d'Orge, fils de Régnier, devient évêque de Chalon-sur-Saône (1416) puis archevêque de Rouen (1432) et ambassadeur à la cour de France. Son frère cadet Regnault hérite des seigneuries de Munois, Chalvosson et Villeberny. Philippe, leur frère puiné, est échanson de Jean Sans Peur. La famille d'Orge forme alors deux branches, la branche ainée issue de Regnault et un rameau cadet issu de Philippe.

### Filiation
- Philippe d'Orge, écuyer, cité en 1288.
  - Jean d'Orge
    - Guiot d'Orge, seigneur de Munois et de Chalvosson, écuyer de Philippe-le-Hardi
      - Régnier d'Orge, écuyer de la duchesse de Bourgogne, seigneur de Villeberny.
        - Hugues d'Orge ( -1436), archidiacre d'Auxerrois, évêque de Chalon-sur-Saône en 1416, ambassadeur de la veuve de Jean Sans Peur à la cour de France en 1419, archevêque de Rouen en 1432, député au concile de Bâle.
        - Regnault d'Orge, seigneur de Munois, Chalvosson et Villeberny. Il épouse Chrétienne de Drée.
          - Claude d'Orge, secrétaire du roi à la chancellerie de Bourgogne en 1513, auditeur en la chambre des comptes en 1522.
            - Jean d'Orge
              - Claude d'Orge, procureur à la Chambre des comptes de Dijon, contregarde à la cour des monnaies et greffier aux comptes. Il épouse Marguerite Bénier.
                - Nicolas d'Orge, auditeur des comptes. Il épouse Marguerite Martin.
                  - Claude d'Orge, seigneur de la Oultre. Avocat au parlement de Bourgogne, auditeur de la Chambre des comptes de Bourgogne en 1627, il épouse en 1635 Marie Languet.
                    - Nicolas d'Orge, seigneur de la Oultre, Quemigny et Poisot. Il épouse Christine Frémyet. De ce mariage, naissent trois filles.
                      - Henriette d'Orge.
                      - Claude d'Orge épouse Pierre Heuvrard, procureur du roi au grenier à sel de Mirebeau.
                      - Etiennette d'Orge épouse en 1723 Louis Formeron de Messigny.

                    - Jacques d'Orge (1664- ), cornette au régiment de Listenoy-Dragons, chevalier de l'ordre de Malte.

                  - Bernard d'Orge, écuyer.

        - Philippe d'Orge, seigneur de Villy-le-Moutier et Bâlon, échanson de Jean Sans Peur. Il épouse Agnès du Deffend.
          - Bénigne d'Orge, seigneur de Villy et Bâlon en 1442.
            - Jaquette d'Orge épouse en 1499 Guillaume Poinceot ( -1488), seigneur de Quincey, Molin et Eguilly[4]

    - Guy d'Orge, prieur de Grinon.

### Personnalités
- Hugues des Orges, évêque de Chalon-sur-Saône puis archevêque de Rouen.

## Seconde famille d'Orge
Le château de Quincey est situé au village du même nom, à deux kilomètres au sud-ouest de la commune de Nuits-Saint-Georges. Il est bâti en 1487 pour Claude Poinsot, seigneur d'Eguilly et de Grosbois, et fait suite au vieux château féodal de Quincey, ruiné en partie sous Charles VII et rasé sous Louis XI. Guillaume Poinsot, fils de Claude, épouse en 1499 Jaquette d'Orge, héritière du rameau cadet, dont il relève le nom et prend les armes.
François Poinsot d'Orge, son petit-fils, et plus tard Jacques Poinsot d'Orge, son arrière-petits-fils, suivent le duc de Guise dans les guerres de religion. Le 23 novembre 1572, ledit Jacques d'Orge et son épouse Françoise Siclier, qui avait apporté à son mari la baronnie de Chalancey, sont massacrés dans leur château de Quincey livré à l'incendie et au pillage par les soldats protestants du duc des Deux-Ponts qui sèment la terreur et la mort à Nuits.
À la fin du XVe siècle, Jacques d'Orges, écuyer, seigneur du Dessend, est le propriétaire de l'hôtel du Dessend, devenu couvent des Carmes de Langres, puis petit-séminaire. Le 25 janvier 1554, l'hôtel du Dessend passe dans la famille des Damas Thianges par suite du mariage de Claude d'Orges, avec Léonard de Damas, baron de Thianges, châtelain de Chalancey.
La famille Poinsot d'Orge a aussi fourni une abbesse au Lieu-Dieu en 1565 (Philiberte d'Orge), un chanoine à Saint-Étienne de Dijon, un auditeur à la Chambre de comptes et des militaires.

### Filiation
- Claude Poinsot, seigneur d'Eguilly et de Grosbois, cité en 1487.
  - Guillaume Poinceot ( -1488), seigneur de Quincey, Molin et Eguilly, épouse en 1499 Jaquette d'Orge. De ce mariage, naissent quatre fils, substitués aux nom et armes de leur mère vers 1510[4].
    - Antoine Poinceot, se nomme ensuite Antoine d'Orge, seigneur du Deffend, de Quincey et de Chatenay[8].
      - Jean d'Orge
        - Jean II d'Orge
          - Antoine d'Orge, seigneur de Deffend, de Quincey, de Boux, de Chasseul, de Villeberny et de Chevannay, écuyer[9]. Il épouse Edmée Rolin vers 1549. De ce mariage naissent sept enfants.
            - Jean d'Orge, sans postérité.
            - Denis d'Orge, seigneur de Bussières. Il épouse Chrétienne de Montmoyen.
              - Edmée d'Orge épouse en 1596 Gabriel de Saint-Belin, baron de Biesles. Cette famille de Saint-Belin occupera Villeberny[10].

            - Claude d'Orge épouse Thibaud de Livron.
            - Charlotte d'Orge épouse Olivier de Boucicault.
            - Françoise d'Orge épouse Guy de Civry.
            - Elisabeth d'Orge épouse en 1585 Claude de Breschard.
            - Philiberte d'Orge, abbesse du Lieu-Dieu en 1565[11].

      - Jacques d'Orge ( -1577), écuyer, baron de Chalancey, seigneur du Deffend, de Quincey et de Chatenay. Il épouse Françoise Siclier ( -1558), dame d'Arbigny, de Poinson-lès-Nogent, de Villeberny et de Chalancey. Ils sont tous deux enterrés en l'église de Viévy. De ce mariage, naissent trois enfants[12].
        - Claudine d'Orge, dame du Deffend, baronne de Chalancey et de Gumery. Elle épouse le 25 janvier 1554 Léonard Damas de Thianges[13].
        - Charlotte d'Orge[12].
        - Denis d'Orge, marié à Christine Regnier[12].

    - Gaspard Poinceot, nommé ensuite Gaspard d'Orge ( -1575), prieur de Saint-Vincent-les-Bourbonne et moine à Saint-Bénigne de Dijon[4].

### Armes

Famille d'Orge.

Des armes sont gravées sur la dalle funéraire de Jacques d'Orge et Françoise Siclier, dans l'église paroissiale Saint-Christophe à Viévy ; la dalle funéraire du couple est classée au titre des monuments historiques depuis 1938. Ces armes sont aussi représentées au château de Chalancey.[réf. nécessaire]

#### Famille Poinsot d'Orge
- Parti : au 1 d'or au lion d'azur, au 2 à la tour ajourée et au chef échiqueté de six points
(blason gravé sur la dalle funéraire de Jacques d'Orge. Le premier parti est coloré car il correspond au blason de Chalancey).[réf. nécessaire]

Famille Siclier.

#### Famille Siclier
- Parti : au 1 d'or au lion d'azur, au 2 à trois losanges en chevron inversé et au chef palé de sept pièces
(il s'agit du blason de Françoise Siclier, dame de Chalancey, d'Arbigny, de Villeberny et de Poinson, gravé sur la dalle funéraire. Le premier parti est coloré car il correspond à la baronnie de Chalancey).[réf. nécessaire]

## Famille d'Orges de Champagne
Les familles d'Orge de Bourgogne ne doivent pas être confondues avec la famille d'Orges de Champagne, dont les armes sont d'argent à trois fasces de sable.